# فار راکاوی (کویینز)
فار راکاوِی  (به انگلیسی: Far Rockaway) یک محله در ایالات متحده آمریکا است که در کویینز واقع شده‌است. در ۲۰۱۰ میلادی، فار راک‌وی ۶۰٬۰۳۵ نفر جمعیت داشته‌است.

## افراد برجسته
- باروخ ساموئل بلومبرگ (۱۹۲۵–۲۰۱۱), برنده جایزه نوبل فیزیولوژی و پزشکی۱۹۷۶[۲]
- ریچارد فاینمن (۱۹۱۸–۱۹۸۸)، برنده جایزه نوبل فیزیک[۲][۳]
- کارل آیکان (زادهٔ ۱۹۳۶)[۲][۴]
- جویس برادرز (۱۹۲۵–۲۰۱۳)[۵]
- نانسی لیبرمن (زادهٔ ۱۹۵۸)[۶][۷]
- برنارد میداف (زادهٔ ۱۹۳۸)[۸]
- برتون ریکتر (زادهٔ ۱۹۳۱), برندهٔ جایزه نوبل فیزیک ۱۹۷۶[۹]
- ریموند اسمولیان (۱۹۱۹–۲۰۱۷), ریاضی‌دان[۱۰]